# Санта-Люгая-д'Алгама
Са́нта-Люга́я-д'А́лгама (кат. Santa Llogaia d'Àlguema) — муніципалітет, розташований в Автономній області Каталонія, в Іспанії. Знаходиться у районі (кумарці) Алт-Ампурда провінції Жирона, згідно з новою адміністративною реформою перебуватиме у складі Баґарії (округи) Жирона.

## Населення
Населення міста (у 2007 р.) становить 310 осіб (з них менше 14 років — 14,8 %, від 15 до 64 — 71,3 %, понад 65 років — 13,9 %). У 2006 р. народжуваність склала 5 осіб, смертність — 2 особи, зареєстровано 2 шлюби. У 2001 р. активне населення становило 148 осіб, з них безробітних — 25 осіб.

Серед осіб, які проживали на території міста у 2001 р., 211 народилися в Каталонії (з них 183 особи у тому самому районі, або кумарці), 90 осіб приїхало з інших областей Іспанії, а 10 осіб приїхало з-за кордону. 

Університетську освіту має 5,3 % усього населення. 

У 2001 р. нараховувалося 99 домогосподарств (з них 17,2 % складалися з однієї особи, 18,2 % з двох осіб,23,2 % з 3 осіб, 23,2 % з 4 осіб, 13,1 % з 5 осіб, 3 % з 6 осіб, 2 % з 7 осіб, 0 % з 8 осіб і 0 % з 9 і більше осіб).

Активне населення міста у 2001 р. працювало у таких сферах діяльності: у сільському господарстві — 6,5 %, у промисловості — 18,7 %, на будівництві — 20,3 % і у сфері обслуговування — 54,5 %. 

 У муніципалітеті або у власному районі (кумарці) працює 112 осіб, поза районом — 96 осіб.

### Безробіття
У 2007 р. нараховувалося 11 безробітних (у 2006 р. — 10 безробітних), з них чоловіки становили 18,2 %, а жінки — 81,8 %.

## Економіка

### Підприємства міста

#### Промислові підприємства
| \| Промислові підприємства міста, за сферою діяльності \| Промислові підприємства міста, за сферою діяльності \| Промислові підприємства міста, за сферою діяльності \| \| Рік \| 2002 р. \| 2001 р. \| \| --------------------------------------------------- \| --------------------------------------------------- \| --------------------------------------------------- \| \| Енергетичні та водні ресурси \| 0 % \| 0 % \| \| Хімія та метали \| 33,3 % \| 33,3 % \| \| Переробка металів \| 66,7 % \| 66,7 % \| \| Продукти харчування \| 0 % \| 0 % \| \| Текстиль \| 0 % \| 0 % \| \| Виробництво меблів, видання \| 0 % \| 0 % \| \| Інше \| 0 % \| 0 % \| \| Усього підприємств \| 6 \| 6 \| |         |         |
| Промислові підприємства міста, за сферою діяльності |         |         |
| Рік | 2002 р. | 2001 р. |
| Енергетичні та водні ресурси | 0 %     | 0 %     |
| Хімія та метали | 33,3 %  | 33,3 %  |
| Переробка металів | 66,7 %  | 66,7 %  |
| Продукти харчування | 0 %     | 0 %     |
| Текстиль | 0 %     | 0 %     |
| Виробництво меблів, видання | 0 %     | 0 %     |
| Інше | 0 %     | 0 %     |
| Усього підприємств | 6       | 6       |

#### Роздрібна торгівля
| \| Підприємства роздрібної торгівлі міста, за сферою діяльності \| Підприємства роздрібної торгівлі міста, за сферою діяльності \| Підприємства роздрібної торгівлі міста, за сферою діяльності \| \| Рік \| 2002 р. \| 2001 р. \| \| ------------------------------------------------------------ \| ------------------------------------------------------------ \| ------------------------------------------------------------ \| \| Продукти харчування \| 0 % \| 0 % \| \| Одяг та взуття \| 33,3 % \| 33,3 % \| \| Товари для дому \| 0 % \| 0 % \| \| Книги та періодичні видання \| 0 % \| 0 % \| \| Промислова хімічна продукція \| 0 % \| 0 % \| \| Продукція, пов'язана з транспортними засобами \| 66,7 % \| 66,7 % \| \| Інше \| 0 % \| 0 % \| \| Усього підприємств \| 3 \| 3 \| |         |         |
| Підприємства роздрібної торгівлі міста, за сферою діяльності |         |         |
| Рік | 2002 р. | 2001 р. |
| Продукти харчування | 0 %     | 0 %     |
| Одяг та взуття | 33,3 %  | 33,3 %  |
| Товари для дому | 0 %     | 0 %     |
| Книги та періодичні видання | 0 %     | 0 %     |
| Промислова хімічна продукція | 0 %     | 0 %     |
| Продукція, пов'язана з транспортними засобами | 66,7 %  | 66,7 %  |
| Інше | 0 %     | 0 %     |
| Усього підприємств | 3       | 3       |

#### Сфера послуг
| \| Підприємства міста, що працюють у сфері послуг, за діяльністю \| Підприємства міста, що працюють у сфері послуг, за діяльністю \| Підприємства міста, що працюють у сфері послуг, за діяльністю \| \| Рік \| 2002 р. \| 2001 р. \| \| ------------------------------------------------------------- \| ------------------------------------------------------------- \| ------------------------------------------------------------- \| \| Гуртова торгівля \| 47,4 % \| 47,4 % \| \| Готелі та готельний бізнес \| 10,5 % \| 10,5 % \| \| Транспорт та зв'язок \| 26,3 % \| 26,3 % \| \| Посередницькі фінансові послуги \| 0 % \| 0 % \| \| Послуги підприємствам \| 0 % \| 0 % \| \| Послуги фізичним особам \| 15,8 % \| 15,8 % \| \| Нерухомість та ін. \| 0 % \| 0 % \| \| Усього підприємств \| 19 \| 19 \| |         |         |
| Підприємства міста, що працюють у сфері послуг, за діяльністю |         |         |
| Рік | 2002 р. | 2001 р. |
| Гуртова торгівля | 47,4 %  | 47,4 %  |
| Готелі та готельний бізнес | 10,5 %  | 10,5 %  |
| Транспорт та зв'язок | 26,3 %  | 26,3 %  |
| Посередницькі фінансові послуги | 0 %     | 0 %     |
| Послуги підприємствам | 0 %     | 0 %     |
| Послуги фізичним особам | 15,8 %  | 15,8 %  |
| Нерухомість та ін. | 0 %     | 0 %     |
| Усього підприємств | 19      | 19      |

## Житловий фонд
У 2001 р. 0 % усіх родин (домогосподарств) мали житло метражем до 59 м², 15,2 % — від 60 до 89 м², 61,6 % — від 90 до 119 м² і
23,2 % — понад 120 м².

З усіх будівель у 2001 р. 4,3 % було одноповерховими, 79,1 % — двоповерховими, 16,5 % — триповерховими, 0 % — чотириповерховими, 0 % — п'ятиповерховими, 0 % — шестиповерховими,
0 % — семиповерховими, 0 % — з вісьмома та більше поверхами.

## Автопарк
| \| Автомобілі, зареєстровані у місті, за призначенням \| Автомобілі, зареєстровані у місті, за призначенням \| Автомобілі, зареєстровані у місті, за призначенням \| \| Рік \| 2006 р. \| 2005 р. \| \| -------------------------------------------------- \| -------------------------------------------------- \| -------------------------------------------------- \| \| Приватні автомобілі \| 47,7 % \| 47,9 % \| \| Мотоцикли \| 7,7 % \| 6,9 % \| \| Вантажівки \| 29,7 % \| 30,5 % \| \| Трактори \| 3,9 % \| 3,4 % \| \| Автобуси та ін. \| 11 % \| 11,3 % \| \| Усього автомобілів \| 482 шт. \| 476 шт. \| |         |         |
| Автомобілі, зареєстровані у місті, за призначенням |         |         |
| Рік | 2006 р. | 2005 р. |
| Приватні автомобілі | 47,7 %  | 47,9 %  |
| Мотоцикли | 7,7 %   | 6,9 %   |
| Вантажівки | 29,7 %  | 30,5 %  |
| Трактори | 3,9 %   | 3,4 %   |
| Автобуси та ін. | 11 %    | 11,3 %  |
| Усього автомобілів | 482 шт. | 476 шт. |

## Вживання каталанської мови
У 2001 р. каталанську мову у місті розуміли 96,4 % усього населення (у 1996 р. — 95,9 %), вміли говорити нею 84,7 % (у 1996 р. — 85 %), вміли читати 80,5 % (у 1996 р. — 79,9 %), вміли писати 51,5 % (у 1996 р. — 59,2 %). Не розуміли каталанської мови 3,6 %.

## Політичні уподобання
У виборах до Парламенту Каталонії у 2006 р. взяло участь 115 осіб (у 2003 р. — 150 осіб). Голоси за політичні сили розподілилися таким чином:
| \| Вибори до Парламенту Каталонії \| Вибори до Парламенту Каталонії \| Вибори до Парламенту Каталонії \| \| Рік \| 2006 р. \| 2003 р. \| \| -------------------------------------- \| ------------------------------ \| ------------------------------ \| \| Конвергенція та Єднання (CiU) \| 27 % \| 31,3 % \| \| Соціалістична партія Каталонії (PSC) \| 42,6 % \| 42 % \| \| Народна партія (PP) \| 14,8 % \| 11,3 % \| \| Ініціатива за зелену Каталонію (IC) \| 4,3 % \| 3,3 % \| \| Республіканська лівиця Каталонії (ERC) \| 5,2 % \| 10,7 % \| \| Громадянська партія (C's) \| 0,9 % \| 0 % \| \| Інші \| 5,2 % \| 1,3 % \| |         |         |
| Вибори до Парламенту Каталонії |         |         |
| Рік | 2006 р. | 2003 р. |
| Конвергенція та Єднання (CiU) | 27 %    | 31,3 %  |
| Соціалістична партія Каталонії (PSC) | 42,6 %  | 42 %    |
| Народна партія (PP) | 14,8 %  | 11,3 %  |
| Ініціатива за зелену Каталонію (IC) | 4,3 %   | 3,3 %   |
| Республіканська лівиця Каталонії (ERC) | 5,2 %   | 10,7 %  |
| Громадянська партія (C's) | 0,9 %   | 0 %     |
| Інші | 5,2 %   | 1,3 %   |

У муніципальних виборах у 2007 р. взяло участь 190 осіб (у 2003 р. — 205 осіб). Голоси за політичні сили розподілилися таким чином:
| \| Муніципальні вибори \| Муніципальні вибори \| Муніципальні вибори \| \| Рік \| 2007 р. \| 2003 р. \| \| -------------------------------------- \| ------------------- \| ------------------- \| \| Конвергенція та Єднання (CiU) \| 54,2 % \| 40 % \| \| Соціалістична партія Каталонії (PSC) \| 45,8 % \| 60 % \| \| Народна партія (PP) \| 0 % \| 0 % \| \| Ініціатива за зелену Каталонію (IC) \| 0 % \| 0 % \| \| Республіканська лівиця Каталонії (ERC) \| 0 % \| 0 % \| \| Громадянська партія (C's) \| 0 % \| 0 % \| \| Інші \| 0 % \| 0 % \| |         |         |
| Муніципальні вибори |         |         |
| Рік | 2007 р. | 2003 р. |
| Конвергенція та Єднання (CiU) | 54,2 %  | 40 %    |
| Соціалістична партія Каталонії (PSC) | 45,8 %  | 60 %    |
| Народна партія (PP) | 0 %     | 0 %     |
| Ініціатива за зелену Каталонію (IC) | 0 %     | 0 %     |
| Республіканська лівиця Каталонії (ERC) | 0 %     | 0 %     |
| Громадянська партія (C's) | 0 %     | 0 %     |
| Інші | 0 %     | 0 %     |